# Věra Soukupová
Věra Soukupová (Prague, 12 avril 1932) est une mezzo-soprano tchèque.

## Biographie
Née à Prague, Věra Soukupová étudie le chant au conservatoire de Prague et, en privé, avec Luis Kadeřábek et A. Mustanová-Linková. Elle remporte plusieurs concours, dont celui de Prague (1954), le concours de chant de Toulouse (1958), la compétition au Festival du Printemps de Prague (1960) et le concours de chant de Rio de Janeiro (1963). Elle commence sa carrière d'artiste en récitals entre 1955 et en 1957, et fait ses débuts sur scène au Divadlo Josefa Kajetána Tyla (cs), le théâtre  de Plzeň. En 1960 Soukupová devient principale artiste du Théâtre national de Prague qui reste à son domicile principal. Elle y chante Georges Bizet (Carmen, Bedřich Smetana (Tajemství, Hubička, Libuše), Antonín Dvořák (Le Diable et Catherine), Giuseppe Verdi (Don Carlos, Aida, Rigoletto).
Parallèlement, elle est nommée soliste de la Philharmonie tchèque et chante sous la direction de Karel Ančerl, Václav Neumann, Martin Turnovský, Zdeněk Mácal.

## Discographie
- Dvořák, Stabat Mater, op. 58 - Věra Soukupová, Ivo Zidek, Kim Borg ; Orchestre philharmonique tchèque, dir. Václav Smetáček (1962, DG)
- Dvořák, Chants bibliques, op. 99 ; Chants du soir, op. 3 no 2 ; Mélodie tzigane, op. 55 no 4 - Věra Soukupová, Ivan Moravec, piano (1973, Supraphon)
- Dvořák, Saint Ludmila - dir. Václav Smetáček (1965, Supraphon) (OCLC 757319225)
- Janáček, Amarus - Věra Soukupová (soprano) et Vilem Pribyl (ténor) ; Chœur et Orchestre philharmonique tchèque, dir. Václav Neuman (1974, Praga PR 250 100)
- Mahler, Kindertotenlieder - Orchestre philharmonique tchèque, dir. Václav Neumann (3-5 décembre 1962, Supraphon)
- Mahler, Kindertotenlieder - Orchestre philharmonique tchèque, dir. Karel Ančerl (concert, 28 novembre 1966, Tahra)
- Prokofiev, Alexandre Nevski - Věra Soukupová ; Chœurs et Orchestre philharmonique tchèque, dir. Karel Ančerl (30 janvier-2 février 1962, Supraphon)[2] (OCLC 33139527)

À l'opéra
- Dvořák, Rusalka - Chœurs et Orchestre philharmonique tchèque, dir. Václav Smetáček (août/septembre 1982/août 1983, Supraphon 10 3642-2 633) (OCLC 25055986)
- Martinů, Juliette - Orchestre du Théâtre national de Prague, dir. Jaroslav Krombholc (1965, Supraphon)
- Smetana, Libuše - Věra Soukupová (Radmila), Nadézda Kniplová (Libuše), Václav Bednár (Premysl) ; Orchestre du Théâtre national de Prague, dir. Jaroslav Krombholc (1966, Supraphon)[3]
- Smetana, Libuše - Věra Soukupová (Radmila), Gabriela Benacková (Libuše), Václav Zitek (Premysl) ; Orchestre du Théâtre national de Prague, dir. Zdeněk Košler (1983, Supraphon CD11 1276-2)[3]
- Wagner, Siegfried - Birgit Nilsson, Erika Köth (sopranos) ; Věra Soukupová, Erda (mezzo-soprano) ; Wolfgang Windgassen, Erwin Wohlfahrt (ténors) ; Theo Adam, Gustav Neidlinger, Kurt Böhme (basses) ; Orchestre du festival de Bayreuth, dir. Karl Böhm (concert, Bayreuth 1967, Philips 412 483-2) (OCLC 15625622)

Vidéo
- Dvořák, Rusalka - Milada Šubrtová, Zdeněk Švehla, Ondrej Malachovský, Věra Soukupová, Ivana Mixová ; Orchestre du Théâtre national de Prague, dir. Václav Kašlík (studio, 1962) Version avec coupures[4].